# Nonyma subinermicollis
Nonyma subinermicollis är en skalbaggsart som beskrevs av Stefan von Breuning 1981. Nonyma subinermicollis ingår i släktet Nonyma och familjen långhorningar. Inga underarter finns listade i Catalogue of Life.